# Combassou du Sénégal
Vidua chalybeata
Espèce
Statut de conservation UICN

 LC  : Préoccupation mineure
Le Combassou du Sénégal (Vidua chalybeata) est une espèce de passereaux de la famille des Viduidae.

## Répartition et sous-espèces
Selon la classification de référence du Congrès ornithologique international (15.1, 2025) il se répartit en six sous-espèces :
- V. c. chalybeata (Müller, 1776) — du sud de la Mauritanie au Sierra Leone ;
- V. c. neumanni (Alexander, 1908) — du Mali au Soudan ;
- V. c. ultramarina (Gmelin, 1908) — Éthiopie et Érythrée ;
- V. c. centralis (Neunzig, 1928) — de l'est de la RDC à l'Ouganda, Kenya et Tanzanie ;
- V. c. amauropteryx (Sharpe, 1890) — de la Somalie à l'est de l'Afrique du Sud ;
- V. c. okavangoensis Payne, 1973 — de l'Angola et vallée de l'Okavango à l'ouest du Zimbabwe.